# 1. Hanauer FC 1893
1. Hanauer FC 1893 is een Duitse voetbalclub uit Hanau en de oudste voetbalclub uit de deelstaat Hessen. De club was op 28 januari 1900 een van de stichtende clubs van de Duitse voetbalbond (DFB). Vanaf de eerste competities die ingevoerd werden aan het einde van de negentiende eeuw tot 1944 speelde de club steevast in de hoogste klasse. Tot midden jaren tachtig speelde de club nog in de hogere reeksen, maar zonk dan helemaal weg. 

## Geschiedenis

### Finale om landskampioenschap 1894
De club werd op 23 maart 1893 opgericht. Hanau sloot zich aan bij de Duitse voetbal- en cricketbond (DFuCB) en mocht met Pinksteren 1894 het opnemen tegen BTuFC Viktoria 1889, die de Berlijnse competitie gewonnen had. De bond wilde dat de wedstrijd in Berlijn plaatsvond terwijl Hanau liever thuis speelde. Vanwege de hoge reiskosten zag Hanau echter af van de reis en Viktoria kreeg de titel toegewezen. Ondanks dat deze wedstrijd zes jaar voor de oprichting van de DFB gespeeld had moeten worden, erkent de DFB dit kampioenschap als de eerste Duitse landstitel. Na 113 jaar kwam het in de zomer van 2007 alsnog tot een symbolische finale met uit- en thuiswedstrijd. In Hanau werd het 3:0 voor Viktoria, in Berlijn een 1:1 gelijkspel.

### Zuid-Duitse Bond
De club sloot zich later aan bij de Zuid-Duitse voetbalbond en nam in 1898 deel aan de eerste eindronde, waar ze meteen verloren van Frankfurter FC Germania 1894. De volgende seizoenen werden ze ook in de eerste ronde uitgeschakeld door respectievelijk Mannheimer FG 1896 en opnieuw Germania Frankfurt. In 1901/02 kon de club voor het eerst winnen, tegen Frankfurter FC Victoria 1899, hierna werden ook Frankfurter FC 1899 Kickers en Germania Frankfurt verslagen waardoor de club in de finale stond. Deze werd echter met 0:4 verloren van Karlsruher FV. Ook het volgende seizoen bereikte de club de finale, waar ze het opnieuw moesten afleggen van Karlsruher FV.
Nadat ze één jaar de eindronde misten haalden ze in 1904/05 opnieuw de finale tegen Karlsruher FV, echter reisden slechts twee spelers mee naar het eindspel waardoor de overwinning aan KFV werd toegekend. Het volgende seizoen stond Hanau opnieuw in de finale, en deze keer tegen 1. FC Pforzheim, die hen met 5:3 versloegen. In 1906/07 waren er drie groepen in de eindronde. Hanau won opnieuw zijn groep en ging nu naar de halve finale, die ze van Freiburger FC verloren. Het volgende seizoen waren er vier groepen en werden de vier groepswinnaars nog eens in een groep verdeeld waarn Hanau gedeeld met 1. FC Nürnberg tweede werd.
Vanaf 1908 organiseerde de bond geen voorrondes meer en kwamen er vier grotere competities die zoals in voorgaande jaren in de eindronde de naam van de vier windstreken had. Hanau speelde in de Nordkreisliga, die in twee reeksen verdeeld was. Ze wonnen hun reeks en ook de algemene titel tegen FSV Frankfurt, maar in de finalegroep moesten ze tevreden zijn met een derde plaats. Het volgende seizoen doorbrak stadsrivaal FC Viktoria 1894 Hanau de hegemonie van de club terwijl Hanau 93 slechts vierde eindigde in de competitie. Ook de volgende seizoenen kon de club de titel niet meer winnen en eindigde wisselend in de middenmoot of subtop. Tijdens de Eerste Wereldoorlog stond de competitie op een laag pitje. Na een jaar onderbreking volgde een kampioenschap in 1915/16, waarin ze de halve finale bereikten. De andere oorlogsseizoenen speelde de club geen rol van betekenis.
Na de oorlog richtte de Zuid-Duitse bond een nieuwe competitie in, de Noordmaincompetitie, die na twee seizoenen opging in de Maincompetitie. Deze bestond eerst uit vier reeksen en werd over twee seizoenen teruggebracht naar één reeks. Hanau overleefde beide schiftingen en eindigde de volgende jaren in de middenmoot. In 1925/26 streed de club nog eens mee voor de titel en eindigde samen met FSV Frankfurt eerst. In de finale om de titel trok FSV echter aan het langste eind. De volgende jaren eindigde de club opnieuw in de middenmoot. Begin jaren dertig eindigde de club drie seizoenen op rij net boven de degradatiezone.

### Gauliga
In 1933 kwam de NSDAP aan de macht in Duitsland. Zij herstructureerde de hele competitie en schaften alle overkoepelende bonden en hun meer dan 80 competities over het hele Duitse rijk af. Er werden zestien nieuwe competities ingevoerd, de zogenaamde Gauliga's. Ondanks een voorlaatste plaats werd de club geselecteerd voor de Gauliga Hessen. Doordat de clubs uit Frankurt in de Gauliga Südwest-Mainhessen ingedeeld werden had de club nu minder zware concurrentie. Na een derde plaats in het eerste seizoen werd de club in 1934/35 kampioen. Hierdoor plaatste de club zich voor het eerst voor de eindronde om de landstitel. In een groep met VfB Stuttgart, SpVgg Fürth en 1. SV Jena werd de club samen met Fürth gedeeld tweede.
Het volgende seizoen verlengde de club de titel, al hadden ze maar één punt voorsprong op Borussia Fulda. In de nationale eindronde. Deze keer werd de club in een groep ingedeeld met Fortuna Düsseldorf, SV Waldhof 07 en CfR 1899 Köln, opnieuw werd de club gedeeld tweede. Na een tegenvallende vijfde plaats werd Hanau opnieuw kampioen in 1937/38. In de eindronde speelde de club in een groep met Hannover 96, Nürnberg en Alemannia Aachen. Hanau verloor alle zes de wedstrijden en werd laatste. Het volgende seizoen moest de club CSC 03 Kassel met één punt voorsprong voor laten gaan in de Gauliga. In 1939/40 werd de competitie om oorlogsredenen in twee reeksen verdeeld en Hanau en CSC Kassel werden beiden groepswinnaar en speelden een finale. Na een 7:2 overwinning dacht Kassel op beide oren te kunnen slapen, maar Hanau kwam nog erg dichtbij door de terugwedstrijd met 1:5 te winnen maar kwam uiteindelijk één goal tekort. Het jaar erna kaapte Borussia Fulda de groepswinst weg en vanaf 1941 ging de club in de nieuwe Gauliga Hessen-Nassau spelen. Na twee middelmatige seizoen werd de club nog vicekampioen achter Kickers Offenbach in 1943/44, zij het met ruime achterstand.

### Periode na 1945
Na de Tweede Wereldoorlog werd de club niet geselecteerd voor de Oberliga Süd en speelde zo voor het eerst sinds de oprichting niet in de hoogste klasse. De Hessenliga was nu de tweede klasse en vanaf 1950 zelfs de derde klasse. In 1953 promoveerde de club naar de II. Liga Süd, in 1956 werd de club vierde. Hierna ging het bergaf tot een degradatie volgde in 1960. De club keerde onmiddellijk terug en werd opnieuw vierde in 1962. Het volgende seizoen belandde de club echter opnieuw op een degradatieplaats. Hierna werd de Bundesliga ingevoerd waardoor de competitie helemaal geherstructureerd werd. Een jaar later degradeerde de club hierdoor verder naar de vierde klasse. Van 1966 tot 1968 en van 1973 tot 1975 speelde de club nog in de 1. Amateurliga Hessen. Na de onmiddellijke terugkeer in 1976 promoveerde de club zowaar in 1978 naar de 2. Bundesliga, maar kon daar slechts één seizoen standhouden.
In 1982 degradeerde de club ook uit de Hessenliga en keerde hier in 1985 voor één seizoen naar terug. Het was het laatste seizoen tot op heden dat de club in een van de drie hoogste klassen vertegenwoordigd was. De volgende jaren zonk de club weg in de anonimiteit. In 2017 promoveerde de club na dertig jaar terug naar de Verbandsliga, nog steeds slechts de zesde klasse. 
Sinds 1997 is de club gevestigd op het Jugendsportplatz, het Herbert-Dröse-Stadion wordt nu nog gebruikt voor de Hessische bekerfinale.

## Erelijst
Gauliga Hessen
1935, 1936, 1938